# 3351 Smith
A 3351 Smith (ideiglenes jelöléssel 1980 RN1) a Naprendszer kisbolygóövében található aszteroida. Edward L. G. Bowell fedezte fel 1980. szeptember 7-én.